# Erste Kulturerbeliste zu antiken bekannten Steinstelen- und Schnitzinschriften der Volksrepublik China
Die Erste Kulturerbeliste zu antiken bekannten Steinstelen- und Schnitzinschriften (chinesisch 第一批古代名碑名刻文物名錄, Pinyin Dì-yī pī gǔdài míngbēi míngkè wénwù mínglù – „Erste Kulturerbeliste zu antiken bekannten Steinstelen- und Schnitzinschriften“) der Volksrepublik China ist ein der Öffentlichkeit zugänglicher Katalog von Steleninschriften (碑刻 bēikè) und Stein- und Felsinschriften (摩崖石刻 móyá shíkè). Er wurde am 3. Januar 2023 vom Staatsamt für Kulturerbe der Volksrepublik China herausgegeben und am 14. Juli 2023 öffentlich bekannt gegeben. Darin aufgelistet werden 1658 bedeutende Artefakte, die von der Zeit der Streitenden Reiche bis zur Qing-Dynastie reichen. Die Schriften umfassen 20 Arten, darunter in chinesischer, tibetischer, mongolischer, mandschurischer und uigurischer Schrift. Sie sind über alle 31 Provinzen, autonomen Regionen und regierungsunmittelbaren Städten des Landes verteilt und werden in 323 Einrichtungen für den Schutz von Kulturgütern und 221 Sammlungseinrichtungen aufbewahrt.
Viele der Kulturrelikte des Liste stehen auf der nationalen Denkmalsliste oder denen der einzelnen Provinzen.

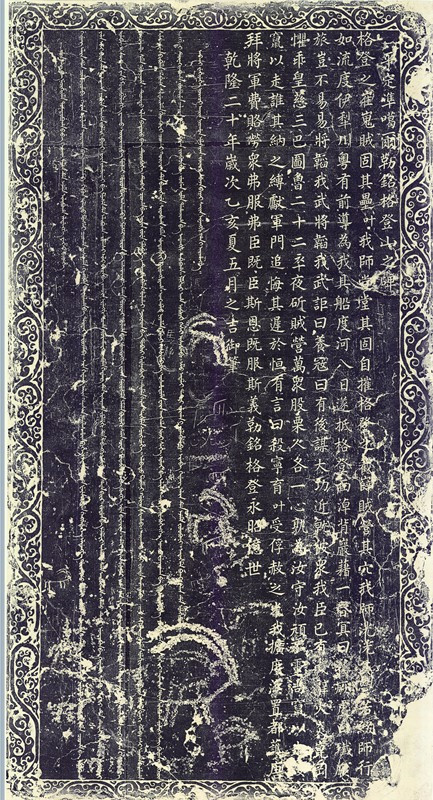
Gedenktafel an die Bezwingung des Khanats der Dsungaren (Nr. 1658)

## Beispiele
Die Nummer 1 der Liste beispielsweise ist die Inschrift der Steintrommel (石鼓 shígǔ) aus der Zeit der Streitenden Reiche mit dem Gedicht „Mein Streitwagen“ (Wuche 吾车) im Palastmuseum (Gugong Bowuguan) der Regierungsunmittelbaren Stadt Peking (Beijing Shi).
Die Nummer 202 der Liste ist die Gwanggaeto-Stele (好太王碑) der Gräber am Donggou-Fluss aus der Zeit der Östlichen Jin-Dynastie in der Provinz Jilin.
Die Nummer 676 der Liste ist die Inschrift der Stele der Qonggyai (tib. 'phyong-rgyas) -Brücke (琼结桥碑) im Autonomen Gebiet Tibet.
Die Nummer 1658 der Liste ist die Gedenktafel an die Bezwingung des Khanats der Dsungaren (chinesisch 平定准噶尔勒铭碑) im Kreis Mongolküre (Zhaosu 昭苏县) im Kasachischen Autonomen Bezirk Ili des Uigurischen Autonomen Gebiets Xinjiang, die seit 2001 auf der Liste der Denkmäler der Volksrepublik China (5-473) steht.
Viele der aufgelisteten Stelen sind aus dem Stelenwald von Xi’an, Aufnahme fanden auch die wohl meisten der Steinklassiker (石经 shíjīng).